# Ace Frehley
Paul Daniel Frehley, detto Ace (New York, 27 aprile 1951), è un chitarrista statunitense.
È noto soprattutto per essere stato il primo chitarrista solista dei Kiss, in cui usava il nome d'arte The Spaceman ("l'uomo dello spazio", personaggio riscontrabile anche nel suo trucco); il soprannome "Ace" ("asso") è invece un riferimento alla sua abilità con le donne.
A pari merito con l'ex collega Paul Stanley, è stato inserito alla quattordicesima posizione nella lista dei cento migliori chitarristi metal secondo Guitar World ed è indicato come fonte di ispirazione per altri grandi chitarristi come Dimebag Darrell, John 5, Slash, Marty Friedman e molti altri.

## Biografia

### Infanzia e adolescenza
Paul Daniel Frehley è nato e cresciuto nel distretto del Bronx a New York, figlio minore di tre bambini di Esther Anna Hecht (1920-2006) e Carl Daniel Frehley (1903-2000). Suo padre, era originario della Pennsylvania e figlio di immigrati olandesi, mentre sua madre era originaria della Carolina del Nord. Ha una sorella, Nancy, e un fratello, Charles, anche lui chitarrista.
Proveniente da una umile famiglia, Frehley crebbe frequentando le gang di strada. Per il suo tredicesimo compleanno i suoi genitori gli donarono una chitarra, cercando in tutti i modi di toglierlo dalla delinquenza: Frehley continuò la vita da adolescente ribelle anche se iniziò a distaccarsi dal mondo della strada dopo essere rimasto vittima di una rissa in cui gli venne fratturato il cranio con una bottiglia di vetro . Attorno ai vent'anni abbandona definitivamente quello stile di vita e inizia a suonare seriamente (ringrazierà sempre la musica per aver contribuito ad allontanarlo dalla vita di strada) ascoltando chitarristi come Eric Clapton, Pete Townshend, Jeff Beck e Jimmy Page.
Preso il diploma inizia a compiere diversi lavoretti per raggranellare i soldi necessari all'acquisto della strumentazione e suona in band minori come "Magic People", "The Muff Divers" e "Four Roses" migliorando in tecnica e in esperienza.

### I Kiss

Il trucco utilizzato da The Spaceman nei Kiss

Verso la fine del 1972 Frehley lesse l'annuncio di un gruppo che cercava un chitarrista solista e così si presentò all'audizione: Paul Stanley, il leader di questo gruppo, accettò Frehley non solo per la sua bravura ma anche per la sua stravaganza (la leggenda narra che si presentò con una scarpa arancione e una rossa), caratteristica a cui teneva molto.

Nacque così una band che entrerà nella storia del rock, i Kiss: la formazione comprendeva Stanley come voce primaria e chitarra ritmica, Gene Simmons al basso e come seconda voce, Peter Criss alla batteria e Frehley chitarra solista.

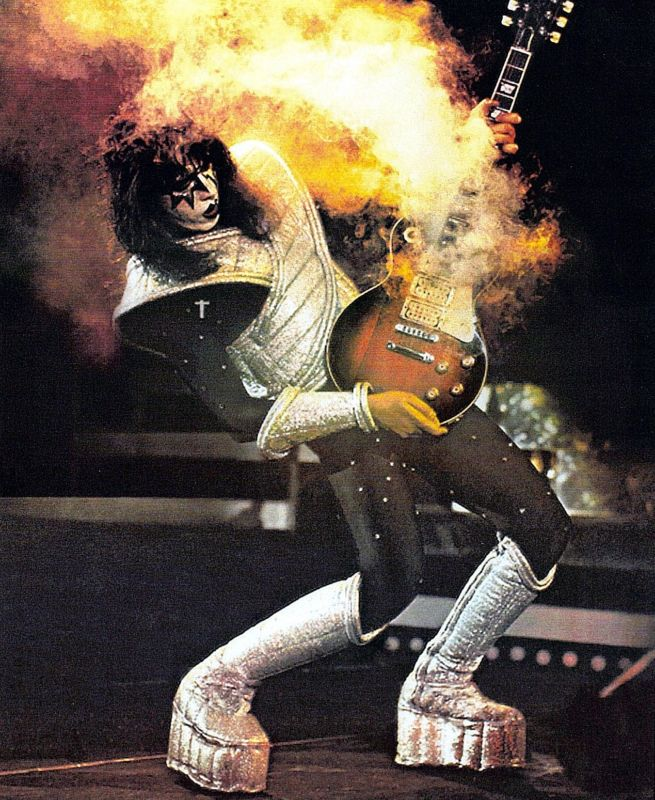
Frehley nel 1977

Oltre al trucco e al costume, Frehley aggiunse alla sua Gibson Les Paul alcuni effetti speciali (un fumogeno al posto di uno dei pick-up e dei razzi nella paletta collegati ai potenziometri di volume e tono); il genere suonato era il glam rock di cui i Kiss, assieme a New York Dolls, Alice Cooper e Slade, furono fra i rappresentanti più illustri. Cold Gin, brano scritto da Ace, diventerà uno dei cavalli di battaglia del gruppo e sarà oggetto di cover da parte di tantissime band.

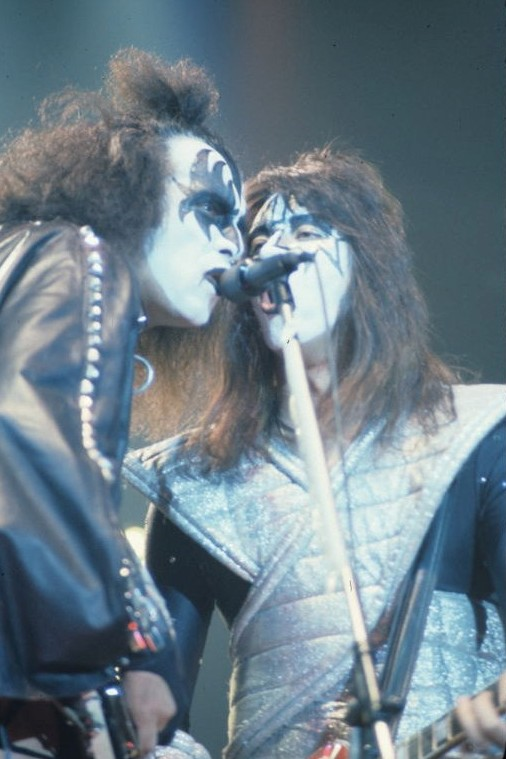
Frehley e Gene Simmons

Il successo determinò tuttavia eccessi e diverbi che condussero i Kiss verso l'instabilità e nel 1982 Frehley, dopo un'accesa discussione con Stanley e Simmons, lasciò improvvisamente il gruppo: alcuni dei motivi addotti furono il disaccordo sul cambiamento stilistico visto in Dynasty, Unmasked e Music from "The Elder" e il poco spazio compositivo che i due membri fondatori lasciavano al chitarrista; poco prima del tour di "The Elder", che non fu mai effettuato, Ace ebbe inoltre un grave incidente automobilistico con la sua DeLorean, da cui il brano Rock Soldiers dei Frehley's Comet. Negli album successivi, Killers e Creatures of the Night, Frehley continuò comunque ad apparire in copertina e ad essere indicato come chitarrista solista pur non avendo mai partecipato alla composizione dei brani (anche se è comparso nei video). Nelle registrazioni fu sostituito da Bob Kulick, Adam Mitchell, Steve Farris e Vinnie Vincent, che dal dicembre del 1982 prenderà ufficialmente il suo posto.

### I Frehley's Comet
Dopo aver lasciato i Kiss, Ace fondò i Frehley's Comet e pubblicò il primo album omonimo nel 1987: il gruppo era composto dal batterista Anton Fig (che suonò anche con i Kiss in Dynasty e Unmasked per sostituire Criss e nell'album solista di Ace), dal cantante/chitarrista Tod Howarth e dal bassista John Regan. Il genere è un glam metal molto vicino allo stile dei Kiss ma con un suono più moderno e robusto.
Nel 1988 esce il mini-album dal vivo Live+1 e il successivo disco Second Sighting dove il posto di batterista viene preso, temporaneamente, da Jamie Oldaker. Mentre Fig torna, il cantante Howarth se ne va e il gruppo incide un nuovo album a nome di Ace chiamato Trouble Walkin: alla voce c'è lo stesso Frehley e vengono chiamati vari ospiti come Sebastian Bach, Dave Sabo e Criss, dopodiché il gruppo si scioglierà.

### Anni recenti
Nel 1996, dopo anni di assenza dal mondo della musica, Ace torna con i compagni di un tempo prendendo il posto di Bruce Kulick e insieme incidono il disco live acustico Kiss Unplugged; nel gruppo torna anche Peter Criss e nel 1998 la formazione originale incide Psycho Circus, all'interno del quale Frehley canta in due brani: Into the Void e In Your Face (contenuto nella versione giapponese del disco). Nel 2000 dal disco è stato tratto il videogioco KISS: Psycho Circus - The Nightmare Child mentre l'anno precedente il gruppo aveva partecipato al film Detroit Rock City per poi separarsi di nuovo dopo il The Farewell Tour (terminato nel 2001): Eric Singer (che già aveva partecipato a Revenge, Alive III e Carnival of Souls) prese il posto di Peter Criss e Tommy Thayer quello di Ace.
L'ultima apparizione di Ace con i Kiss risale al febbraio 2002 alle Olimpiadi invernali di Salt Lake City; nel 2005 ha una piccola parte nel film Remedy mentre nel 2009 pubblica il suo quinto album, Anomaly.
Nel 2006 ha partecipato ai Rock Honors suonando la canzone dei Kiss God of Thunder insieme a Slash, Rob Zombie, Tommy Lee, Gilby Clarke e Scott Ian.

## Discografia

### Solista
- 1978 - Ace Frehley
- 1989 - Trouble Walkin'
- 1997 - 12 Picks
- 1998 - Loaded Deck
- 2006 - Greatest Hits Live
- 2009 - Anomaly
- 2014 - Space Invader
- 2016 - Origins, Vol. 1
- 2018 - Spaceman
- 2020 - Origins, Vol. 2
- 2024 - 10,000 Volts

### Kiss
- 1974 - Kiss
- 1974 - Hotter than Hell
- 1975 - Dressed to Kill
- 1975 - Alive!
- 1976 - Destroyer
- 1976 - Rock and Roll Over
- 1977 - Love Gun
- 1977 - Alive II
- 1978 - Ace Frehley
- 1979 - Dynasty
- 1980 - Unmasked
- 1981 - Music from "The Elder"
- 1996 - Kiss Unplugged
- 1998 - Psycho Circus

### Frehley's Comet
- 1987 - Frehley's Comet
- 1988 - Live+1
- 1988 - Second Sighting

### Altri album
- 1981 - Crazy Joe and the Variable Speed Band - Eugene
- 1984 - Wendy O. Williams - WOW
- 1987 - Loudness - Hurricane Eyes
- 1990 - Bang Gang feat. Maryann Scandiffio of Blacklace
- 1993 - For Love not Lisa - Softhand
- 1994 - Criss - Cat # 1
- 1996 - Guitars That Rule the World, Volume 2: Smell The Fuzz The Superstar Guitar Album
- 1996 - Marty Joe Kupersmith - It'll Come to You
- 1998 - ESP - Lost and Spaced
- 1998 - Still Wicked - Something Wicked This Way Comes
- 2000 - Karl Cochran - Voodooland
- 2002 - Anton Fig - Figments
- 2002 - Richie Scarlet - Insanity of Life
- 2004 - Voodooland - Give Me Air
- 2004 - Venus Envy - Venus Envy
- 2005 - Kathy Valentine - Light Years
- 2008 - Jam Pain Society - Black Light Messiah
- 2013 - Bret Michaels - Jammin' with Friends
- 2013 - BBQ All-Stars - With Chris Cassone & Friends
- 2015 - Mitchell Tenpenny - Black Crow
- 2015 - Joe Silva - A Journey Through a Dream
- 2015 - Richie Starlet - Essentials Volume 1
- 2018 - Gene Simmons - The Vault: Ace Frehley related
- 2018 - Ken Sharp - Beauty in the Backseat
- 2019 - Altitudes & Attitude - Get It Out
- 2022 - Tod Howarth - Comet Canvas

### Tribute album
- 1996 - Spacewalk: A Tribute to Ace Frehley
- 1997 - Return of the Comet: A Tribute to Ace Frehley